# デデデ大王
デデデ大王（King Dedede）は、任天堂（開発:ハル研究所）のゲーム『星のカービィシリーズ』、およびそれを原作とした関連作品に登場する架空のキャラクターである。

## 概要
平和な国「プププランド」を統治する大王。ゲーム・アニメ共にカービィのライバルとして立ち回り、いざとなれば木槌のようなハンマーを片手に戦う。シリーズにおいて登場しなかった作品は『鏡の大迷宮』の一作のみ。それ以外では脇役であっても必ず登場している。
名前の由来は公開されていない。名前は日本以外でも“Dedede"と名前を表記する場合がほとんどだが、英語では「ディディディー」に近い発音になるなど、読みは各国の言語ごとに異なる。中国語では"帝帝帝"(Dididi)と表記される。またフランスのみ、他国とは大きく異なる「ダディドゥ」（Dadidou）というキャラクター名になっている。

## ゲームにおけるデデデ大王

### 外見
2頭身のペンギンあるいはアヒルのような容姿で、黄色いたらこ唇が一際目立つ。赤いガウンと赤い帽子に似た形をした冠、黄色い手袋、腹巻きらしきものを着用している。顔の色は青、体色も基本は初代やアニメのような顔と同じ色の青だが、『スーパーデラックス』などの一部の作品や『夢の泉デラックス』以降の作品では体だけが黄色になっている（『参上! ドロッチェ団』ではお腹の模様になっており、『大乱闘スマッシュブラザーズX』以降の作品や『スターアライズ』では服となっている）。また、ゲームボーイ版）『初代』・『2』）とファミコン版（『夢の泉の物語』）を除いてはたるんだ腹も特徴となっており、『20周年スペシャルコレクション』のOPではファミコン版の姿からWii版の姿になった際にこの腹を気にする描写がある。
服装は、赤いガウンとサンタクロースの帽子のような形状の赤い冠、ミトン状の手袋と腹巻を愛用している。ガウンの背部には必ず何らかのトレードマークが入っており、『64』以降はほとんどVサインに統一されている。マークの色は作品ごとに色合いが違っている。3ではグルグルマークである。初期は手袋は着用しておらず素手であった。
身長は、カービィよりも大柄だという以外は作品ごとにムラがある。初期の作品ではカービィの2倍ぐらいであったが、アニメ版やそのデザインの影響が強い作品（『夢の泉デラックス』『参上! ドロッチェ団』など）ではカービィの3倍近くにまで伸びている（むしろ巨大化した）。これによりゲームボーイ時代の軽快な動きは見られなくなったが、この仕様変更が逆に、「ヘッドスライディングを普通にジャンプしただけでは飛び越せない」「大ジャンプ時の星で貫通弾が作れない」などといった結果につながった。なお、『Wii』など味方として登場する場合には、例外なく初代同様のサイズである｡
『星のカービィ』シリーズの開発スタッフである熊崎信也は、カービィと比べるとデデデ大王はディティールがあるため、デザインにあたっては毎回作品の世界観が出るように調整していると、2022年の雑誌「Nintendo Dream」とのインタビューの中で説明している。

### 人物
カービィに負けず劣らず食いしん坊、かつ自分勝手でわがままと、いたずら好きで子供っぽい性格。独占欲が強く、国中の食料（『初代』）や夜空の星を全部独り占め（『ボウル』）することもいとわないが、本人は悪気はないらしい。ワドルディを始めとして彼を慕う部下もかなり多く、大王と認めている者もいることがわかる。カブーラーなどの戦闘兵器といった軍事力の保有、面倒ごとは部下任せにする一面もあるが単独でも遜色のない行動力の高さなど、肩書きにふさわしい「大王」らしい面もある。しかし『大乱闘スマッシュブラザーズDX』以降から「自称プププランドの大王」に表記が変わり、政治的なことは行っておらず当の国民もデデデ大王の行動には全く興味を持っておらず、それどころかワドルディですら手下であることを自覚していないと紹介されるようになった。なお、原作者の桜井政博はこの件について『スーパーデラックス』の「メタナイトの逆襲」においてメタナイトがプププランド制圧に乗り出した際、デデデ大王を襲撃しなかった理由として「本当の君主ではないから」という趣旨の説明をし、少なくとも同作の頃には裏設定として存在していたことを示唆している。
一人称は「おれさま」であることが多いが、『夢の泉』の説明書やアニメでは「ワシ」、一部の漫画では「オイラ」、「わがはい」など例外もある。近年は台詞をしゃべること自体が少なくなり、『星のカービィ ウルトラスーパーデラックス』の「大王の逆襲」では久々に台詞が用意されたものの、最後まで一人称を使うことは無かった。しかし、『星のカービィ スターアライズ』の『星のデデデ大王』での彼のポーズ画面の説明文では「この国の平和は…オレさまが、守るぜ!」という文章があり、現在の一人称は「オレさま」だと判明している。
本質的には決して悪人ではなく、時折善行も行うが、素直ではない性格のために周囲から（特に、思い込みが激しい傾向があるカービィからは）誤解されることもある（『夢の泉の物語/デラックス』）。とりわけカービィへの対抗意識は強いものがあり、事あるごとにちょっかいを出すものの実際はそれほどお互い嫌っているわけではなく、『64』のストーリーなど場合によってはカービィの冒険を手助けすることもある。また、敵意がない場合でも、悪者に洗脳されたり（『2』・『3』・『64』『毛糸のカービィ』『スターアライズ』『ディスカバリー』）カービィ側が一方的に攻撃してくれば戦うこともある（『ドロッチェ団』）。カービィ自身、友人に近い接し方をしており、基本的に悪事を働かなければ敵視はしない。デデデ大王が一方的にライバル視しているだけであってお互い嫌ってはおらず、共闘時はデデデ大王も素直に協力している（『Wii』）。しかし前述したように対抗意識も相応に強く、「大王の逆襲」では本気でカービィに挑み、負けると酷く落ち込んで立ち去っている。また、カービィ達と協力する場合も他の味方キャラに比べて、粗暴な一面を見せる事も多い。

### 特徴
デデデ大王は、アクションゲームで登場時の行動パターンは第1作からほとんど変更されていない。吸い込みや武器のハンマーを使った攻撃はもちろん、体ごと突っ込んだり大きく飛び跳ねて潰すといった肉弾攻撃が、カービィと戦うときの常套手段である。『夢の泉の物語』からは飛行能力を会得し、フグのような姿となって飛ぶことが可能となった。漫画版などでもたびたびその格好をネタにされていたが、GBAに移行するころから普通に腹部を膨らませてホバリングするようになった。
一方、アクション以外の番外作品では攻撃手段がまちまちで、『カービィのピンボール』ではハンマーを一切使わず、爆弾投げの他に手からビームを繰り出したり、『コロコロカービィ』では、ハンマーをブーメランのように投げる。『カービィボウル』では自慢のロボット兵器「メカデデデ」に搭乗し、直接カービィと戦うことはなかった。『カービィのブロックボール』に至っては追い詰められるとロケットランチャーを乱射し始めることがあり、デデデ大王が重火器の扱いにもたけていたことをうかがい知ることができる。後にこの火器攻撃はアニメ版と『ウルトラスーパーデラックス』および『トリプルデラックス』で再び使われることになる（後述）。

### デデデ大王の城
ほとんどの作品で自分の居住地となる城の描写がある。城は1つだけではなく各地に建てられているようで、主に「デデデ城」という名前をつけられているが詳細は作品によって異なる。城内には彼の部下が多数おり、侵入者（主にカービィ）から城を守っている。
初代『星のカービィ』では「マウント デデデ」（「デデデ山」とも）という名前がつけられた山の山頂に建てられている（『星のカービィ スーパーデラックス』『ウルトラスーパーデラックス』も同様）。山の上のデデデ城は外見が城砦のような風貌であり、天井近くの壁面に眉尻が上がった目のような形状の模様があるが、天井をぶち抜かれるなどして（『星のカービィ ロボボプラネット』）城が損傷を受けるとこの模様が眉尻が下がった、泣き顔を思わせる形状に変化する。『星のカービィ3』では雪原地帯「アイスバーグ」に白い塔のような城を、『参上!ドロッチェ団』や『毛糸のカービィ』ではアニメ版の平地にある宮殿風のデザインの城を、『あつめて!カービィ』では、専用のリゾート地にお菓子の城を建てている。『大乱闘スマッシュブラザーズX』では完全にオリジナルのデザインとなっている。『星のカービィ2』の舞台となる「虹の島々」ではレベル7に「ダークキャッスル」という城が存在し、デデデ自身そのレベルのボスを務めているが、操られていたため、それが彼の所有する城なのかは不明。

### 戦闘曲
ほとんどの作品で、戦闘時に流れる曲「VS.デデデ」 はデデデ戦だけの固有のBGMである。当初は20秒余りの短いループだったが、『スーパーデラックス』を境に曲のサビが追加され、さらに長くなった。以後のゲームシリーズでは『コロコロカービィ』『カービィのすいこみ大作戦』の一部以外はすべてサビありバージョンが使用されるようになっている。現在固有のテーマ曲ではあるが、『夢の泉デラックス』では自身の部下たちが待ち受ける7-2のステージで流れ（この時の曲名は「中ボスタワー」だった）、自身の戦闘曲は『星のカービィ スーパーデラックス』のグルメレースのアレンジが使われた。また、『参上!ドロッチェ団』や『あつめて!カービィ』では他のボスとの戦いでも用いられるなど例外もある。
シリーズ初期に出た『星のカービィ 夢の泉の物語』では専用曲ではなく通常のボス曲が使用されている。また、『カービィボウル』でも全く別のBGMが使われた。その後は『カービィのブロックボール』『星のカービィ64』でも別のBGMが使われている。
リズムは基本的に4拍子だが、SFC版『カービィのきらきらきっず』では3拍子だった（この作品のみ従来と異なるイントロがある）。こちらは後に『星のカービィ ウルトラスーパーデラックス』の追加曲として再び登場するが、3拍子から元の4拍子に直され、さらに大きくアレンジされた。こちらの曲はサウンドトラックCDの曲名リストでは「マスクド・デデデのテーマ」と記載されている。これをもとにさらにアレンジしたものが「トリプルデラックス」でマスクド・デデデおよびブラックデデデのテーマとして「王位の復権:D.D.D」の曲名で登場。
3拍子のアレンジとしては「ロボボプラネット」でクローンデデデが伝導電磁式三連砲「D3砲」に乗り込んでから流れる「伝導電磁式三連砲:D.D.D.」があり、これは「きらきらきっず」とは異なるアレンジになっているうえに「スーパーデラックス」の「メタナイトの逆襲」のものとメドレーになっており、「ウルトラスーパーデラックス」の「大王の逆襲」を彷彿させる演出効果になっている。
「カービィファイターズZ」ではチームDDDとの戦いで「ヒストリー オブ デデデ」というアレンジメドレーが使用されている。これは「王位の復権:D.D.D」をベースに「デデデ大王のテーマ」や「夢の泉の物語」のボス戦、「カービィボウル」のメカデデデ戦といった歴代のデデデ大王戦BGMのフレーズがメドレー形式になっている。
アニメでは新規に「独裁者」（アニメ版サウンドトラックの曲名リストより）という題目のテーマ曲が登場。劇中では派生BGMも数曲生み出されており（主にデデデが絡むドタバタギャグのシーンなどで使われる「デデデてんてこまい」もその一つ）、アニメ版におけるデデデ大王のキャラクター（後述）を象徴する一曲となった。本来の固有曲は全く使われていない訳ではなく、ゲーム版のBGMが使われるようになった番組後期では魔獣マッチョサン（61話）のエアロビクスBGMとして流れ、『ファミ通キューブ+アドバンス』の付録のDVDの名場面集でもアレンジされたものが流れた。なお、この曲はサビなしバージョンがモデルである。

### 主な部下
部下（『夢の泉』、『スマブラX』では「子分」とされている）の具体的な規模については明らかにされていない。基準にしても「プププランドの住人すべて」と曖昧で、なおかつ初代、『夢の泉の物語』以降はデデデ大王が黒幕として登場することが少なくなり、それ以降は誰が正式な部下で、誰がそうでないのかは曖昧になっている。
以下に挙げるのは、デデデ大王との戦闘前に現れる、部下との明確な描写があるキャラクターである。
ワドルディ
デデデが登場するすべての作品に登場し、ザコキャラクターとしてカービィの邪魔をする。一部作品にはパラソルや槍で武装した者も存在する。だが、本当はただそこにいるだけと公式で説明されている。
バンダナワドルディ
一部作品に登場する、青いバンダナを被ったワドルディ。『ウルトラスーパーデラックス』の「大王の逆襲」では中ボスとして登場するほか、逐一デデデに状況を報告する役割をこなしていた。『ウルトラスーパーデラックス』からは彼がデデデ大王の側近的なポジションになっている。『Wii』や『Wiiデラックス』では仲間になっている。
Mr.チクタク
『ウルトラスーパーデラックス』の「大王の逆襲」に登場。カービィがデデデ城に突入してから最初に戦う中ボスで、デデデ曰く「こてしらべ」。
グランドウィリー
Mr.チクタクと同じく『ウルトラスーパーデラックス』の「大王の逆襲」に登場。2番目に戦う中ボスである。
ファンファン
「大王の逆襲」に登場する3体目の中ボス。「3どめのしょうじき」として投入され、ワドルディにも大いに期待されていた。
ファイアーライオン
「大王の逆襲」4体目の中ボス。デデデも最後の手段として置いていた模様。2体同時に登場し、本編中でも「ツイン・ファイアーライオン」と表記されている。
なお、デデデ大王との関係が長い間謎とされてきたメタナイトは後に大王の部下ではないことが明らかになった。ただし、アニメ版などではこの限りではない。

## 登場作品
デデデ大王本人が出演していない作品がいくつかあるが、それらの場合でもイラストやフィギュア等、姿のみ見せる事で登場している。唯一、『鏡の大迷宮』には姿も含めて完全に未登場である。
作品によっては悪事に手を染める事が多いが、彼のやることはほとんどがいたずらや、食べ物や星の独り占めと言った小規模な悪事で、世界征服などに乗り出す事はない。永遠のライバルであるカービィを倒す為、カービィより自分の方が上だという事を証明する為に行動する事もある。
本質的に善人という設定のため、アクションゲーム本編作品ではラストボスとして登場した作品は初代しか無く、大抵は一ボスキャラクターとして登場する。ただし番外作品では殆どの場合、ラストボスとして登場している。なお、アクションゲームで戦闘の場合は、戦場が城の屋上かリングになる場合が多い。
星のカービィ
ラスボスとして登場。大王でありながらプププランドのすべての食べ物と秘宝「きらきらぼし」を奪った。この作品では完全に悪役扱いである。エクストラモードでは移動スピードが高速化する。城は「マウント デデデ」という山の頂上に建てられている。
星のカービィ 夢の泉の物語、星のカービィ 夢の泉デラックス
各レベルのボスステージの扉アイコンとして使用され、ラスボスのようなスタンスだったが、レベル7のボスとしてカービィが撃破した後に真実が明らかになる。夢の泉に現れた悪夢ナイトメアがプププランドのすべての生き物を苦しめようとするのを阻止するため、スターロッドを隠した。カービィに敗れ、ナイトメアの封印が解けた後、カービィをスターロッドと共に吸い込み、ナイトメアの元へ吐き出すという形でカービィに協力する。この作品では悪役ではなく、むしろプププランドを救うためにあえて悪役の汚名を被ったといえる。この作品からデデデ大王も飛行が行えるようになった。
カービィのピンボール
ラスボスとして登場。特に悪事は行っていない。爆弾投げ、フグ状態での体当たり、手から放つビームで攻撃してくる。戦いの場は初代と同じリングとなっている。
カービィボウル
ラスボスとして登場。プププランドの夜空の星をすべて奪うという悪事を働いており、最後の一つを奪おうとした現場をカービィに見られ、城に攻め込まれる事になる。本作では城は天空に浮かんでいる設定となっている。最終戦では巨大ロボ「メカデデデ」に乗り込み戦いを挑んだ。武器らしきものとしてドリルとペンチアームを装備しているが、実際に攻撃するのはオプションのチビデデデである。
星のカービィ2
真のラスボスであるダークマターに操られた状態で、表向きのラストボスとして登場。虹の島々に巨大な城「ダークキャッスル」を構え、カービィたちを待ち受ける。
常に目を閉じているように見え、攻撃の合間に居眠りすることがある。前述どおり基本的な攻撃パターンは変化していない。ただし、ある程度ダメージを与えると激怒し始める。激怒している間はすべての攻撃が大幅に強化され、攻撃の度に爆発を起こし行動範囲を狭めつつ戦うため、初代エクストラモードに匹敵する強さを持つ。また、ここのデデデ大王戦では仲間キャラが使えないがエンディング後、カービィが世界を救ったことを知ると喜ぶ顔が見られる。
カービィのブロックボール
真のラスボスとして登場。『ピンボール』と同じく特に悪事は行っていない。エントランスマップの中央の城に潜んでいるが、すべてのコースでボーダーライン以上のスコアを記録しないと戦えないため、表向きとしてのラスボスはブロボである。ハンマーは使わず爆弾やロケットランチャーを使った攻撃を仕掛けてくる。デデデ大王以外の人物が表向きのラスボス、かつデデデ大王自身が真のラスボスであるという作品は本作のみである。
星のカービィ スーパーデラックス
初代の簡易リメイクにあたる『はるかぜとともに』のラストボスとして登場し、初代同様に家来総出でプププランド中の食べ物を奪った。ただし、かなり弱く設定されている（ダメージを受けた時の無敵時間はボスキャラクターの中で最も長く設定されている）。初代同様、マウントデデデの頂上に城が建てられている。
『激突!グルメレース』では、カービィと食べ物を食べつつ走るレースで競い合う。ミニゲーム「刹那の見斬り」では頭にちょんまげを付け、紋付風の着物を着て、殿様風の格好をしている。武器はハンマーの代わりに杵を持っている。
『はるかぜとともに』はシリーズ1作目『星のカービィ』のリメイクであり、ストーリーはそれに準ずる。
星のカービィ3
黒い雲に操られた状態で、表向きのラスボス（真のラストボスはゼロ）として登場。今回はアイスバーグに新たな城を建設したが、黒い雲によって占領されてしまう。戦闘前半は『星のカービィ』と同じような攻撃をしてくるが、手数は今までのシリーズで一番少ない。後半はとりついた黒い雲の影響で体が宙に浮き、黒い玉を撃つ、腹の模様が口と化して襲いかかる、などの今までにない異質な攻撃を繰り出してくる。ファイナルステージではラブラブステッキでパワーアップしたカービィとグーイの無事を仲間たちと共に見守る。
ゲーム上のグラフィックやEDでの体型は『スーパーデラックス』の頃に比べると洋梨のように変化した。
カービィのきらきらきっず
ラスボスとして登場。スーパーファミコン版では宇宙を旅していた「星くん」にいたずらをし彼の力の源である星のかけらをバラバラにする。こちらでは表向きのラストボス（真のラストボスはグリル）として登場している。
星のカービィ64
1-3で黒い雲に操られた状態で中ボスとして登場。攻撃方法は『星のカービィ3』とほぼ同じだが、序盤で戦うため前作と比べるとかなり弱くなっている。倒すと仲間になり、特定のステージでは彼を操作することになる。敵キャラの大半は他の星の住民なので、彼の手下ではない。このゲームでのデデデの声優は桜井政博。
容姿は『3』の頃の洋梨体型を引き継ぎつつ彼の代名詞ともいうべき厚いクチビルが縮小され尖ったクチバシのようになっており、カービィシリーズ史上、最もペンギンにそっくりな姿となっていた。
コロコロカービィ
久々にラスボスとして登場。『カービィボウル』に引き続き、プププランドの星をすべて奪った。星のかけらを飲み込んだことによって無敵状態となっており、背中を見せた隙に大砲による体当たりを当てないと、無敵状態を解除することができない。ダメージを受けるとハンマーをブーメランのように投げる。
音楽が『スーパーデラックス』以前のサビなしVer.に逆戻りしている。城はポップスターから離れた衛星に建てられた。
カービィのエアライド
悪事は働いていない。「ウィリーバイク・デデデカスタム」という自前のカスタムバイクに乗り、スタジアムの「VSデデデ」に登場。条件を満たすとプレイヤーとして選ぶことも可能である。ソード能力のように、敵が近づくとハンマーを2回振り回す（この時のハンマーはゲームの性質上、通常よりも非常に大きく描かれている）。マシン自体の性能はウィリーバイクとレックスウィリーの中間といったところで、前者よりも加速が悪く、最高速は後者にやや近い。マシンサイズはウィリーバイクよりもやや大きい程度だが、全体の重量もより重くなっている。
「VSデデデ」におけるデデデ大王の体力は少々特殊なものとなっている。元々の体力に加えカービィ側の味方すべてのマシンの耐久力を合計しているため、耐久力およびタイリョク↑の伸びが高いマシン（主にヘビースター、ハイドラなど）が参加していると飛躍的に数値が跳ね上がる。さらに、体はバイク共々普段よりも一回り大きい。それに比例して攻撃力も尋常ならざるものがあり、並のマシンではハンマー攻撃を2発受けただけで簡単に沈められてしまう。基本的にプレイヤーから逃げるように走行し、ダメージを受けるほど速度が上昇する。なお、マシンセレクト時のデデデ大王の説明欄には「大王様だというウワサだ!」と書かれており、大王であることが明確にされていない。
「VSデデデ」時の曲は彼のテーマではなくシリーズ1作目の「レベル2 キャッスルロロロ」のアレンジが使用されているが、「ウエライド」の「炎」ステージの隠しBGMとして『スーパーデラックス』のものが登場している。
タッチ!カービィ
ミニゲーム「トロッコチェイス」の対戦相手（ストーリー上ではボス扱い）として登場。正確には本人ではなく、ドロシアによって描かれた絵画から現れたコピー。また、クリア後にメダルを投入することで久々にプレイヤーキャラとして使用可能。動きが鈍い上に体が大きいために攻撃を受けやすいが、体力は多く、タッチダッシュで横方向にハンマーを振るう。また、他のキャラクターと違い、重いため、水中で何もしなくても勝手に沈んでいくという特徴がある。
星のカービィ 参上!ドロッチェ団
レベル1のボスとして登場であり、事実上の脇役といえる。これは物語の中心およびサブタイトルがあくまで「ドロッチェ団」であることによるもので、同じく登場したメタナイト（レベル7のボス）も脇役として扱われている。攻撃パターンからヘッドスライディングがなくなり、代わりに「手下を呼ぶ」という技が追加された。通常と対空用のハンマーだたきが別々の技として扱われているのはこの作品だけである。今回は何も悪い事をしていなかったが、おやつのケーキを盗まれたカービィに一方的に犯人扱いされて戦いを挑まれる。敗北後は誤解が解け、城の宝を盗んだドロッチェ団に向けてカービィを投げつけた。
デデデ城のデザインがアニメのものに変更され、ボス戦の舞台にはデリバリーシステムがある。ただし、アニメキャラは登場しない。城は「プリズム プレインズ」と呼ばれる平原の丘の上に建てられている。
星のカービィ ウルトラスーパーデラックス
『スーパーデラックス』のリメイク版のため、『はるかぜとともに』『激突!グルメレース』『格闘王への道』に同様に登場。今回は『はるかぜとともに』をクリアすることが他のシナリオを出現させる大前提となっているため、必ずゲーム序盤で戦うことになる。
本作の追加ゲーム『大王の逆襲（REVENGE OF THE KING）』では、カービィとの長年の因縁に決着をつけるべく、プププランドの秘宝「きらきらぼし」を再び奪ってカービィをおびき寄せ、軍を新しく編成しカービィに本気の勝負を挑む。最終ステージでは仮面を被り、新兵器の機械ハンマー「ニューデデデハンマー」（『大乱闘スマッシュブラザーズX』の機械ハンマーとは別物）を携え「マスクド デデデ」に扮して登場し、カービィと真剣勝負を繰り広げた。
このニューデデデハンマーは普段のハンマーよりもさらに巨大で、ハンマーヘッドの片面は蓋が開くと火炎放射やミサイルが発射される仕組みで、遠距離攻撃が可能。ハンマーを帯電させての打撃も可能で、地面をたたけば電撃を帯びた衝撃波が発生する。デデデ大王自身の技も大幅強化され、急降下ジャンププレス「スーパーデデデジャンプ」の連発や、ハンマーを構え高速回転しながら無敵状態で突進する「デデデトルネイド」などを使用。
かなり弱いボスキャラクターとして設定されていた『はるかぜとともに』と比べて、体力の大幅な強化や新技をはじめとする多彩な攻撃パターンに加え、一部の技はダメージを受けても中断しないなど、非常に手強い存在となっている。決戦の場所は『はるかぜとともに』と同じくリングの上だが天井は電気の流れる金網になっていて、触れるとダメージを受けるため（デデデ大王は影響を受けない）、不利な状況での戦いを強いられることになる。
なお、このモードは原作版から存在する『メタナイトの逆襲』のパロディでもあり（仮面を付けて戦うのもそのため）、最終ステージでは『メタナイトの逆襲』中の会話シーンを元ネタとしたデデデ大王とワドルディの会話シーンがある。さらにマスクドデデデとの戦いの前にはメタナイトの模倣か、カービィ用のハンマー（例によって「GET IT!」と表示されている）をステージ中央の台座に備え付け、勝負を挑む。エンディングムービーも『メタナイトの逆襲』を意識したものとなっており、夕日をバックに『メタナイトの逆襲』のエンディング曲を意識したBGMが流れ、手下のワドルディたちに励まされながら敗北を悔やんでいた。
大乱闘スマッシュブラザーズX
プレイヤーキャラクターとして登場。詳しくは後記の大乱闘スマッシュブラザーズにおけるデデデ大王を参照。
毛糸のカービィ
ゲームに登場した時点では、城内で宝物の整理をワドルディたちに命じていた。その中にアミーボ・アモーレが作った偽のワドルディが紛れ込んでいるのに気づかず、異変に気づいた時には手遅れで毛糸でぐるぐる巻きにされて毛糸の世界へ吸い込まれる。その後、カービィたちを見つけ、毛糸の世界のことを聞こうとするも特殊な装置と毛糸を身体に付けられ、マリオネットのように操られてボスとして戦うことになった。戦闘後は体の自由を取り戻せたが、その後はセリフも活躍も一切ない。カービィたちがアミーボ・アモーレに占拠されたプププランドに向かった際、後から着いて行きプププランドへ帰還した模様。
なお、同作のナレーションによると、口調はアニメと同じく語尾に「ぞい」を付けてしゃべっていることがわかる。
あつめて!カービィ
ポップスターの南にある「ポポポアイランズ」内に専用のリゾート地「デデデリゾート」を所有しており、そこのボスとして登場。自分の顔をした気球に乗り、時限式の爆弾を投げて攻撃してくる。時折、バクダンワドルディが加勢してくることもある。一定以上ダメージを与えると気球から降りて、従来どおりのハンマーやジャンプによる攻撃を行うようになる。ドクロ団の本拠地「ネクロネビュラ」においても服が紫色のデデデ大王が登場するが、デデデ大王自身のドクロ団との関係性は明らかにされていない。
また、ミニゲームの「たいけつ!ピンボール」や「カービィマスター」においても出演。カービィマスターの第2章では開発中止となった『星のカービィGC』のPVで姿を見せていたデデデ大王のロボットが登場する。
星のカービィ Wii
味方サイドおよびプレイヤーキャラクターとして登場。部下のワドルディを引き連れてカービィを追いかけていたが、そこで宇宙船「ローア」の墜落を皆と目撃して同行する。そして、ローアのパーツ回収をマホロアに申し出たカービィに協力し、ワドルディやメタナイトたちと共に冒険することとなる。ポーズ画面の解説文では『64』のカービィに協力時のムービー名に因んで「ついていってやるぜ!」と書かれている。なお、デデデ大王とメタナイトが「協力」ではなく「共闘」を行ったのはシリーズ初である。
プレイヤーとしての能力付けは、ハンマーによる優れた攻撃力と高い体力を併せ持つが、歩きや飛行の速度がやや遅くなっている。攻撃動作はカービィのコピー能力「ハンマー」に近いが、空中で回転攻撃にならない、ばくれつハンマーなげを無限に行えるなど、一部変更がある。
ムービーシーンでは、本性を現したマホロアに対して呆然（ぼうぜん）と口を開き続けている、エンディングではポップスターに帰還した際に頭が地面に埋まってしまうなど、ギャグ要素が強くなっている。
あるモードでは、開発中止となった『星のカービィGC』のPVで姿を見せていたデデデ大王のロボットのデザインを流用したロボットがボスとして登場する。
ミニゲーム「ガンガンバスターズ」では、デデデ大王型の巨大ロボット（本作オリジナルのデザイン）が登場している。
星のカービィ トリプルデラックス
冒頭でタランザに衛兵のワドルディもろとも魔法で無力化、拉致されてしまう。
タランザは「下界の勇者（カービィ）をさらって来い」という命令を浮遊大陸フロラルドの女王クィン・セクトニアから受け、間違えて彼をさらってしまった、というのが真相だった。その後はステージボス戦前にタランザにマリオネットの操り糸のような魔法でタランザに引きずられていく場面が見られ、レベル6にてこのタランザのあやつりの魔法によって操られた状態で「マスクド・デデデ」として戦うことになる。
前半は『ウルトラスーパーデラックス』と同じ装備だが、後半はタランザの魔法によりさらに凶暴化して「マスクド・デデデ リベンジ」になり、ハンマーのかわりにそばに飾られていた巨大なアクスを手にし、強力かつ広範囲の斬撃や突撃、タランザの魔法弾を打ち返して攻撃する。
これをカービィが撃破したことであやつりの魔法が解け、その後はクィン・セクトニアを倒すべくカービィに助力する。最終決戦直前にカービィがセクトニアの蔦に捕まり身動きが取れなくなったところを、セクトニアに見捨てられて彼女を裏切ったタランザと協力して（カービィの頭をハンマーでたたいて筒状に絡んだ蔦の下から落とすという乱暴な方法だが）カービィを救助した。
また、『トリプルデラックス』のクリア後に出現する隠しモード『デデデでゴー!』ではこの作品でカービィがたどった道を通り『鏡の大迷宮』で出てきたディメンションミラー（『鏡の大迷宮』で出てきたものと同一。本作ではタランザが鏡の国から持ち出し、クィン・セクトニアへの捧げ物として献上された）から出てきた自らの闇の心が具現化した存在であるブラックデデデと、『鏡の大迷宮』でカービィによってディメンションミラーに封印されたダークメタナイトを撃破。ディメンションミラーを破壊した。
星のカービィ ロボボプラネット
冒頭、手下のワドルディとチェスを楽しんでいる最中に、突如現れたハルトマンワークスカンパニーから国を守るため、ワドルディたちと共に応戦するもその強大な科学力になすすべなく城ごと吹き飛ばされたあげく、スージーに細胞を奪われ、そこから生まれた「クローンデデデ」がカービィを襲う。戦うにつれ、三体に増え、D3砲を使ってカービィを苦しめるも倒され、Dの花火となって消滅する。なお、本物のデデデ大王は崩れた城の瓦礫（がれき）でワドルディたちと気絶しており、星の夢が消滅した後、瓦礫から現れ、平和になったことを知り、ワドルディたちと共に喜び合った。
星のカービィ スターアライズ
部下のワドルディと食事をしようとした矢先に、宇宙の彼方から飛んできたジャマハートが城に落下し、その力に取り込まれて暴走し出し、国中の食べ物を独り占めにしようとしていた。戦闘ではジャマハートの影響で上半身が肥大化し、長い腕を駆使した攻撃を繰り出す。撃破された後はジャマハートが分離して正気を取り戻し、以後はドリーム神殿でドリームフレンズとして同行可能になる。カービィやボンカース同様、フレンズ能力でハンマーに属性を付加することができる。
アップデートで追加された新モード『アナザーディメンションヒーローズ』ではデデデ大王の思念を取り込んだジャマハートから生まれた「アナザーデデデ」が登場する。
容姿は従来のシリーズに比べ顔が小柄になり背が少し伸びるなどアニメ版に近いものになっている。また本作発売以降カービィ関連商品のデデデ大王の公式イラストは『スタアラ』容姿を元にしたイラストが描き起こされており、グラフィックが変わった『ディスカバリー』『Wii デラックス』発売以降も本作の容姿で統一されている。
星のカービィ ディスカバリー
カービィよりも先に本作の舞台である「新世界」に迷い込み、敵対キャラクターとして登場する「ビースト軍団」に洗脳されてしまう。ホワイティホルンズでの戦いでカービィに敗れるもエフィリンを攫う。レッドガル禁則地での戦いでは、イノシシの仮面をつけた「ワイルドデデデ」となり再びカービィと対峙するも、戦闘後に洗脳が解ける。クリア後はワドルディの町でくつろいでいる。戦闘では通常のハンマーだけでなく、後半には石柱を振り回して攻撃してくる。容姿は星のカービィ3や64の頃の姿に近くなり、近年では珍しくペンギンに近い。服装は獣の皮から作られた様な見た目であり、野生感が出ている。
クリア後の『絶島ドリーミー・フォルガ』では、フェクト・フォルガの思念で生み出された強化版「デデデ大王・幻」が登場する。

## 派生形のデデデ
メカデデデ (Meka Dedede)
『カービィボウル』に登場。同作のラストボスして登場する、デデデを模した大型メカ。
デデデロボ (Dedede Robot)
『あつめて!カービィ』のサブゲーム「カービィマスター」に登場。上述のメカデデデとは別物の、デデデを模した大型メカ。元々は開発中止になった『星のカービィGC』（『Wii』の原型になった）に登場予定だったもの。
HR-D3
『Wii』に登場。追いつめられたメタルジェネラルEXが切り札として異次元から召喚した大型メカ。兵装・形状はほぼ同一で、カラーリングやロゴマークが異なる。
マスクド・デデデ (Masked Dedede)
『ウルトラスーパーデラックス』『トリプルデラックス』に登場。メタナイトのように仮面を被っている。また、ミサイルを発射したり火炎放射もできる「ニュー・デデデハンマー」という機械ハンマーを所持している。
『ウルトラスーパーデラックス』では「大王の逆襲」のラストボスとして、カービィとの長年の因縁に決着をつけるため、新たにニュー・デデデハンマーを装備して本気で挑む。
『トリプルデラックス』ではタランザに操られてカービィと戦うことになる。前半はニュー・デデデハンマーを装備し『ウルトラスーパーデラックス』と同じような行動をするが、一度倒されるとタランザから魔力を供給されて復活、部屋に飾られていたアクス（ゲーム中ではこう表記されるが、実際の外見は巨大なハルバードとなっている）に持ち替えて挑む。
『大乱闘スマッシュブラザーズ SPECIAL』では大技「最後の切りふだ」のデデデにおける演出で登場。発動すると『ウルトラスーパーデラックス』の決戦場を意識したフィールドへと切り替わり、相手を金網にぶつけて拘束、その上から大量のミサイルを浴びせて、最後はマスクドデデデ自身がハンマーを持ってのジャイアントスイング（原作でのデデデトルネイド）で突撃してとどめを刺す。
『カービィの吸い込み大作戦』ではハンマー内蔵火器をガトリング砲とレーザー砲に改良してある。
ブラックデデデ (Shadow Dedede)
『トリプルデラックス』に登場。デデデ大王の心の闇がディメンションミラーの中で実体化した写し身。デデデ大王がそのまま黒くなったような見た目でありそれと同時に武器の色も黒くなった。行動パターンもマスクド・デデデの強化版になっており、前半は黒いニュー・デデデハンマー、後半は黒いアックスを装備して戦うが、後半は腹部に目が生じて弾を放つという『3』のデデデ大王にも見受けられた行動パターンもとる。
チームDDD (Team DDD)
『カービィファイターズZ』に登場。夢の泉のスターロッドの力で軍団化したデデデ大王。3種類のサイズのデデデがおり、各自の行動パターンはどれもほぼ同一。前半は小型のミニデデデ大王が次々と登場し、後半はデデデ大王本人が取り巻きとしてコンビデデデ大王2人を従えて登場する。デデデ本体はコンビデデデ大王2人が倒されるとさらに巨大化し、行動パターンが変わる。武器はミニサイズから順にピコピコハンマー、普通のハンマー、夢の泉に強化されたハンマーとなっている。
クローンデデデ (Dedede Clone)
『ロボボプラネット』に登場。ハルトマンワークスカンパニーがポップスターを侵略した際に採取されたデデデ大王の細胞から製造されたクローン。プロダクトNo.はD-0030。デデデ大王とほぼ同じ姿で紫色（Re:クローンデデデは金色）になっており、行動パターンもクローン元に準じている。体力が減ってくると3体に分裂し、だんだん小さくなりながら何度も復活を繰り返す。後半戦はD3砲に乗り込んで戦う。戦闘能力自体はデデデと同等ではあるが、いくつかの試作品では食べ物ばかり求める、とある昆虫をやたらと恐れるなど兵士として不完全だったため心までのクローン化は断念された。
D3砲
クローンデデデに足りないものは武器と考えたスージーが配備した、3門の大砲からなる機械砲台。3人乗りの足こぎ式になっており、その場で回転しながらレール上を動き、時限爆弾や火炎放射器を搭載している。製造に93億ハルトマニーものお金を要するとてつもない高額品。
キングD・マインド (King D-Mind)
『みんなで!カービィハンターズZ』に登場。ディメンションミラーとみられる歪な黒い鏡から現れた闇の王。ディメンションミラーの原典である『鏡の大迷宮』の黒幕・ダークマインドを組み合わせた姿をしており、ブラックデデデがダークマインドと同じ仮面をつけたうえで、体内に単眼のついたコアを内蔵している。前半はハンマーで戦い、後半はアックスに持ち替えて、コアを駆使した攻撃を繰り出す。2度目の戦いでは青緑色に変化している。
ジャイアントデデデ (Giant Dedede)
『すいこみ大作戦』に登場。きらきらぼしの力で巨大化したデデデ。強化版としてジャイアントデデデ リベンジや、仮面をつけて防御力を上げ、機械ハンマー装備にしたジャイアントマスクド・デデデが登場。
デデ・デデデンZ (Dededestroyer Z)
『カービィ バトルデラックス』に登場。デデデグランプリを次々と突破され追いつめられたデデデ大王が切り札として召喚した大型メカ。カービィプリンターと一体化している。
アナザーデデデ (Parallel Dedede)
『スターアライズ』に登場。デデデ大王の思念を取り込んだジャマハートから生まれた異界のデデデ大王。カラーリングは黒と紫。ボスとしてのデデデ大王の強化版にあたる。
ワイルド デデデ（Forgo Dedede）
『ディスカバリー』に登場。ビースト軍団に洗脳されたデデデ大王。イノシシの仮面をつけ、両手にハンマーを持った二刀流スタイル。後半戦ではハンマーを捨て獣のように四足走行となる。クリア後の『絶島ドリーミー・フォルガ』では、強化版のワイルド デデデ・幻が登場する。

## 大乱闘スマッシュブラザーズシリーズにおけるデデデ大王
シリーズ第3作目『大乱闘スマッシュブラザーズX』からプレイヤーキャラクターとして登場。以後の同シリーズではガウンの下に柔道着のような和をイメージした衣服を着ている（『for』ではその姿に合わせた和の弦楽器と笛によるテーマが作られている）。
以前の同シリーズではステージ「プププランド」（64版・『DX』いずれにも出現）のゲストキャラとして背景に現れたり、『DX』のフィギュアとして出るのみであったが、この作品でプレイヤーキャラとして登場することになった。また、デデデ大王はシリーズ第1作の公式サイト『スマブラ拳!!』で行われた「スマブラ2があるとしたら出てほしいキャラ」というアンケートにおいて、開発中では登場予定があったがボツになったということが公表されており、実に9年越しの参戦となった。
おなじみのハンマーは大型化し、柄がかなり長くなるとともにベアリングや小型ジェットを仕込んだ機械仕掛けとなっており、打突時にヘッド部分がモーターで回転したり、ジェットエンジンが展開する。ハンマーの重量はどの程度か不明だが、同じく大重量のデデデがダッシュUターンの際にヘッド部分を回転軸として利用していることから、相当な重さと推測される。常人からしてみればあらゆる意味で常軌を逸しており、数少ない人間型キャラクターのスネークをして「肩が外れかねない」と言わしめたほどである。
アニメ版の声優が引き継がれたメタナイト、ナックルジョーと違い、こちらは『星のカービィ64』でデデデ役を務めた桜井政博（桜井は『スマブラ』シリーズのディレクターも担当）が声を演じている。これはデデデが初めてしゃべった際にそうだったということと、アニメ版での「〜ぞい」の語尾がゲームでのデデデと少し合わないと判断したためである。
キャラクターの名称では「大王」が抜けており「デデデ」とのみ表記されている（ただし、英語版では「King Dedede」のままである）。これは「キャラ名に敬称はつけない」という考えからだが、キャラクター紹介でも「プププランドの大王」ではなく「プププランドの自称大王」と紹介されている（実は『DX』のフィギュア名鑑の時点で「自称」と書かれている）。スネークにはしきりに「あれは本当にペンギンじゃないのか?」と言われていた。
アドベンチャーモード「亜空の使者」におけるデデデについては、亜空軍を参照。
『for 3DS / Wii U』においても引き続き参戦。『X』よりも瞳が小さくなり、コミカルな表情が多くなっており、「最後の切りふだ」が変更された。なお、本作では上記「プププランド」でプレイヤーとして登場している場合、背景には一切登場しなくなる。
『大乱闘スマッシュブラザーズ SPECIAL』にも参戦。顔つきがアニメ版に近くなり、よりコミカルな雰囲気となった。また、ワザもいくつか変更が入り、「最後の切りふだ」も再度変更された。

### 概要
同作のクッパやドンキーコングに並ぶ大型・ヘビー級のキャラで、前述の2キャラ同様、攻撃力と重量においてかなり秀でているが、動きはかなり遅く当たり判定も大きい。しかし、デデデの特徴はこのようなヘビー級でありながら、原作での飛行を用いた4回連続の空中ジャンプができることで、カービィやメタナイトなどには及ばないもののかなり自由に空中を立ち回ることができ、大型・ヘビー級で一番の復帰力を持っている。
3頭身のグラフィックや吸い込みなどゲーム版のものがもとになっているが、多数のワドルディを部下として扱ったり、ハンマーで相手を吹っ飛ばす技の名前が「ゴルフスウィング」であるなど、アニメの要素も見られる。
攻撃は原作どおりハンマーを使ったものがメインだが、上記のとおり柄が原作よりかなり長くなったことにより、打突や角運動量を活かした打撃などポールウェポンのような使い方が多い。これは同じくハンマー使いとして登場しているキャラクター、アイスクライマーとの差別化のためである。なお、ハンマーの振り方はカンフー映画の棍法を参考にしている。

### 必殺ワザ
すいこみ
通常必殺ワザ。大きく口を開けて前方のキャラやアイテムを吸い込む。カービィの「すいこみ」とは違って能力をコピーすることはできず、相手を星型弾にして吐き出す。しかし、カービィより吸い込み範囲が広く、攻撃力も高く、ほおばり時の移動も若干速い。カービィと同様、発火物を吸い込むと、ダメージを受ける。
『SP』では、相手の飛び道具などを吸い込んで、返せるようになった。
ワドルディ投げ/ゴルドー投げ
横必殺ワザ。子分であるワドルディをどこからか取り出して投げつける飛び道具。ワドルディは投げたあとしばらく歩き続け、また拾って投げたり、攻撃してふっ飛ばすことも可能。時折ワドルドゥやゴルドー、コンテナアイテムの「カプセル」が出ることもある。飛び道具ではあるが、リフレクト（反射）されないという特徴がある（ゴルドーだと反射される）。
『for』からはゴルドーだけをハンマーで飛ばす技に変更される。ゴルドーは、当たれば強力で、復帰阻止にも役立つが、相手の攻撃で簡単に返されてしまう（返されたゴルドーはタイミング良くボタンを押せば、また打ち返すことができる）。
『SP』ではゴルドーを吸い込み、吐き出して正面に飛ばせるようになった。
スーパーデデデジャンプ
上必殺ワザ。原作でも使用している大ジャンプからの急降下プレス。かなり高くジャンプするので復帰時にも便利だが、ジャンプ時は自由が利かず隙も大きい。それを補う動作としてスティック下入力で途中キャンセルすることが可能だが、攻撃判定がなくなり地面が近いと派手に尻餅をついてしまう。また、上昇中にすり抜けられない地形があると、頭をぶつけてしまい隙だらけのまま落下してしまう。崖捕まり動作はキャンセルからしての落下中でないとつなぐことができない。なお、下降中は、非常に強力なメテオスマッシュ判定があり、上手く当てれば、相手を場外に叩き落とすことができる。上昇中はふっとび耐性が付くため、多少の攻撃を受けても技が途中でキャンセルされない。
『for』からは着地時に埋める効果が追加された。また上昇中に崖捕まりに移行することが出来るようになった。
ジェットハンマー
下必殺ワザ。ハンマーヘッドのジェットエンジンを展開しエネルギーをチャージ、ジェットの加速を加えた強烈な一撃を放つ。エネルギーをためることで威力が増すが、ためすぎるとデデデの表情が厳つくなり、自分も少しずつダメージを受ける状態になってしまう（『X』の上限は150％で、『for』からは100％）。リーチは短いが、ためている最中も移動が可能。
ワドルディ軍団
『X』における最後の切りふだ。口笛を合図に、子分であるワドルディ、ワドルドゥ、ゴルドーを大勢呼び寄せる。発動中はステージのあちこちからランダムで現れる上、普段と違いかなり動きが速いためにかわしにくい。性質上狭いステージのほうがより効果を発揮する。また、発動中のデデデは完全に無敵状態である。
デデバースト
『for』における最後の切りふだ。ビッグバン吸い込みで相手を近くまで引き寄せた後、炎をまとったハンマーによる連続攻撃を浴びせ、とどめにハンマーから爆弾を出して爆発させる。
デデラッシュ
『SP』における最後の切りふだ。相手を金網リングに吹き飛ばした後、マスクド・デデデになってデデデミサイルによる追撃を浴びせ、とどめにジャイアントスイングで金網ごと吹き飛ばす。

## アニメ版「星のカービィ」におけるデデデ大王
ゲームと違ってすべての話に登場しており、皆勤賞のキャラクターとなっている。

### 概要
プププランドの17,052代目（第8話での自称）の君主であり自ら独裁者を名乗る。ドクター・エスカルゴン、ワドルディ、ワドルドゥ、メタナイト卿、フームとブンの父であるパーム大臣などを部下に持つ。自身の悪だくみを邪魔するフーム、魔獣を倒すカービィたちとは作中において何度も対立している。家来や住民からは主に「陛下」「デデデ陛下」と呼ばれる。フームなどの子供たちからは単にデデデと呼び捨てにされているが、初期のころは、デデデ様と呼ばれていた。一人称は「わし」で、語尾に「〜ぞい」を付けてしゃべる癖がある。また、「環境破壊は気持ちいいぞい」 などの名言があり、ニコニコ動画やYouTubeでそれらの名言を使ったMAD動画が投稿されている。

### 人物・性格
とにかく気まぐれで、彼の性格は非常にわがままで意地悪するほどの空気の読めない性格であり、懲りない人物である。自ら労働はせず、全て部下任せにしている事が非常に多いが、気まぐれな為か時折自ら動いて労働する事もある。些細なきっかけからすぐに国営レストランの開業、自分の城をアミューズメントパークに改装するなど、行動力が非常に高い。劇中の騒動は彼の気まぐれが発端となるケースがほとんどである。
年齢は少なくとも中年以上であることが確実だが、幼いころのトラウマ（原因は不明）により精神発達が幼児段階で止まり（第83話においてヤブイとゲストキャラ・チップの会話で判明）、非常に自分勝手で乱暴な性格。カッとなるとすぐに「極刑ぞい」と激昂する。頭も悪く、レストランカワサキのメニューといった簡単なものなら読めるが、小説のような字の圧倒的に多い本は全く読むことができない。ただし、自分の名前を書類に書くことはできる（10話）。後期では第58話では1+1の計算すらエスカルゴンに言われなければ答えられないほどになった。一方で、例えば行政改革や専守防衛といった、政治的な、または経済に関するさまざまな単語も使用する。いざとなると臆病な場合が多いが、第88話では魔獣化したエスカルゴンに、第94話では魔獣ファンファンにハンマーを持って立ち向かうなど、果敢な姿を見せるときもある。
第55話では魔獣トゲイラによって取りつかれた時は愛情があふれ、全く怒らない性格になってしまったこともある。
常人に比べて抜きん出ている所は探究心と悪知恵。特に悪知恵に関してはエスカルゴンと同等、あるいはそれ以上のものがあり、時としては冷酷さや残忍性を匂わせカービィやフームたちを窮地に追い込むこともある。しかし大抵、詰めが甘く失敗することが多い。また、悪人であることを誇りに思っており、魔獣デビルフロッグを憑依し変貌した際は「これでわしは前人未到、最凶最悪の悪党ぞい!」と豪語していた。悪事は自分の専売特許だと決めているようで、第95話で魔獣デビルフロッグに憑依され悪行三昧を繰り広げるカービィに対し、「悪さは偉大なる大王様であるこのわしの特権ぞい!」と憤っていたほか、他の悪人によるプププランドや住民を巻き込んだ大規模な悪事や破壊活動にためらうことなく加担するなど、破壊を好む極悪人に対しても非常に寛容かつ協力的。他者を蹴落としたり苦しむ様子を見ることを最高の娯楽と称するほど嗜虐心が強く、カービィだけでなくエスカルゴンや住民に危害を加えたり彼らが災難に見舞われる様子を見ては楽しんでおり、その点をエスカルゴンからは「血も涙もない悪魔」「人でなしなサディスト」と酷評され、辟易されている。また、猜疑心も非常に強く住人が自身には知らせずに何かイベントを開催すると「自身を蹴落とすクーデターの準備」「自身に対するデマ」と誤解し軍を動員して鎮圧に向かったり、ゲストキャラクターや自身が配下においていた魔獣がカービィに味方するとみると即座に敵対する。相手の心理を突く話術や騙し、駆け引きにも長けており、良心や才能につけ込み、自身の目的のためには他者を利用することもある。
ナイトメア要塞へ向かう際には、敵にわざわざ位置を知らせるなどその頭の悪さと悪心が最後まで足を引っ張ることとなった。メタナイトにもその頭の悪さを問題視されており、第100話（最終回）の予告で「デデデ陛下はどこまでアホなのか」と嘆かれるほどであった。エスカルゴンから皮肉を言われても、逆に褒めていると勘違いしてしまうこともある。
このように、頭が悪い人物と描写されているが､実質的に彼一人の状況でも、決して無力ではない様子も多々見せている。また悪意が絡んだ時に発揮する才能は特筆すべきものがあり（エスカルゴンからも「人を騙す才能には溢れている」「意地汚さは天下一品」と評される）、例として"コンビニの客が落とした菓子をカービィが拾い、菓子を食べてもよいと言われたカービィがそれを食べる"という一連の出来事を編集し、「カービィがコンビニの商品を盗み食いした犯罪の瞬間」などとうたった悪質な偽スクープ映像を簡単に作り上げる編集技術の高さを見せつけた（第37話。これには本作中ではかなり頭の良い部類に入るエスカルゴンも感動したほど）。他にも、エスカルゴンがいなくても一人で車を運転できる（第38話、第55話）､棒読みではあるが｢I'll never be hungry again｣と英語でしゃべる（第72話）などの一面も見せている｡しかし自活能力は皆無であり、第72話でワドルディをすべて売り払ってしまい、エスカルゴンをはじめとした部下からも逃げられた際にはすっかりみすぼらしい姿になってしまったこともあった。
プププランドの国民からの評判は芳しくなく、陛下とは呼ばれつつも普段尊敬されている様子はない。特にフームは、プププランドで異常な出来事が発生するとまずデデデの仕業ではないかと疑うところから始める（実際にその通りであることがほとんどなのだが、第66話のようにデデデの関与がなかったケースも存在する）。部下であるパームやメタナイトからも尊敬されている様子は無く、メタナイトからは前述のように嘆かれることもある。側近のエスカルゴンとは、悪事を働くときなど基本的には意気投合しているものの、自身の目の前で「陛下をバカにしているのはプププランドの人民全員」「思考力ゼロ」「脳天気なボウフラ」「アホ丸出しの風船親父」等と毒を吐かれることもしばしばである。トッコリはデデデの顔をかたどったリョウリガーZのパーツを「すっげぇキモいデザインだな!!」と評している（第82話）。プププランド外の人物からの評判も概ね悪く、ピピ惑星のローナ王女（近衛兵ヴィーに扮装していた）は真っ向からデデデを「見苦しい」と罵倒した上にデデデの顔をかたどったデデデ城の非常扉を「この醜い顔はどうも鼻につく」と評する（第21話）、エスカルゴンの母は真っ向からデデデを「こんなバカ」呼ばわりする（第25話）、ププビレッジを訪れた観光客は「特に太ったオヤジが気に入らない」と、観光ツアー自体の劣悪さ以上にデデデ個人をこき下ろす感想を寄こした発言をする（第48話）などといった有様で、挙げ句の果てには「ポップスターの面汚し」「プププランドの疫病神」と知られるほど、酷評されている。また、自ら銀行を建てては村人の貯金を横取りしようとする（第50話）など、金銭に対する執着心も異常に強いが、カービィを倒すために大枚をはたいて魔獣を買っても倒されてしまうことが多い。
オムツをつけていることを示唆する発言がある（第72話）が、具体的には語られなかった。

### カービィとの関係
第1話でプププランドの丘に不時着したカービィをハンマーで谷底へ突き落とし、その後は気にも留めていなかったようだが、溺愛していたペットのタコ魔獣・オクタコンを倒されてからはカービィを勝手にライバルと決めつけるようになる。基本的には、魔獣でカービィを襲う→カービィが魔獣を倒す→対抗して新しい魔獣を購入するも倒される、というパターンを毎回繰り返している。魔獣の他にも、ププビレッジの住民達に虚報やデマなどを流したり、催眠術をかけるなどしてカービィを攻撃させることもある。
その一方で実は心の奥でカービィを愛しており、第93話でフームがデデデ大王への仕返しとしてカービィの葬式ごっこを開いたとき、彼が本当に死んだと思い込んでいたデデデ大王は本気で泣いて今までカービィに対して犯した罪をわび、死んだことが嘘だとわかった後も喜んでいた。自分で買った魔獣が手に負えなくなりカービィに助けを求めたことや、ペンギーの軍団がプププランドを襲ってきた時にカービィとの連係プレーで対抗した（66話）ことがある。その他、カービィの優しい性格を心から理解もしており、前述の第95話で魔獣デビルフロッグに憑依され悪行三昧を繰り広げるカービィを見た時には、「カービィがこんな悪さをするなんて信じられんのだぞい!!」と語り、普段は犬猿の仲であるフームと一緒に最後まで信じて疑わなかったこともある。また第42話で妖星ゲラスがプププランドに衝突しかけた時に村人のために公園を作るなど、優しい一面も見られる。この直前、エスカルゴンに言われるまで（一応悪人と自覚はしていたが）自らの悪事を省みていなかった。
第51話では、カービィがプププランドに来て一年が経ったことを、デデデ大王は村人たちと一緒に祝うはずだった。しかしナイトメアから取り寄せた巨大バースデーケーキの中身が案の定魔獣であったり、最後は花火と一緒に打ち上げられるなど、時折見せる真心も日頃の行いが悪いせいで裏目に出てしまうことが多い。後期になると魔獣がやられるたびに自分たちも巻き添えを喰らったり被害を被るようになっている。

### 趣味・特技
趣味は前述の魔獣遊びのほかにゴルフを楽しむ。特にゴルフに懸ける意気込みは強いようで、何度もウィスピーウッズの森を伐採して自分専用ゴルフコースを作ろうと試みている（第5話、第27話、第44話、第69話など）。彼の部屋には完成図が飾ってある。また、ハンマーをゴルフクラブの代わりにしている（本人いわく「やはりアイアンじゃなくてハンマー」）。
自身へ被害が及ばない何かを壊すことも好み、その都度ウィスピーウッズの森やカインの住むサンゴ礁、カービィの家（第2話）、エスカルゴンの背中の殻（第88話）などが被害を受けている。また第7話ではバードウォッチングという、彼にしては意外な趣味を披露したことがある。車に関しても愛着があるらしく、第36話では新たに新車を購入したり、第90話で暴走族に感化されて一緒に車で暴走したこともある。
自然に対する価値意識は皆無であり、森を伐採することについては特に罪悪感を覚えていないようであり（「環境破壊は気持ちいいぞい！」と発言したこともある）、住民やエスカルゴンからは「環境破壊の王」と非難されることがあるほか、自分の別荘の建設のために色とりどりのサンゴ礁を「邪魔臭い」と一蹴し徹底的な破壊に乗り出しており、またデデデファクトリーで生じた酸性雨によってプププランドが被害を被った際それに関するコーナーが紹介された時はエスカルゴンがその恐ろしさを垣間見たのに対し、彼だけは「（酸性雨を出したのは）わしのせいじゃないぞい!!」と自身の悪事を棚に上げて悪巧みに利用された住人を批判するように自己弁護をしている。
メインの趣味である魔獣遊びでは自分の玉座の部屋にデリバリーシステムを設置し、選んだ魔獣をホーリーナイトメア社から転送してもらっている。大王はこの趣味によってホーリーナイトメア社の魔獣を拡散させる仲介役として利用されてしまっているが、本人以下家来たちも全く気づいていない。それが原因で何度ひどい目に遭わされても利用されても全く学習しない、その頭の悪さをカスタマーやナイトメアに利用されているともいえる（『星のカービィ〜特別編〜倒せ!!甲殻魔獣エビゾウ』ではカスタマーの「1億デデンのところ今回は2億デデンで！」という言葉に対して、「安い、買った」と言ってしまうほどの頭の悪さ）。その上高額な料金まで請求されているが、デデデは払う気は全くなく、すべてツケで踏み倒している。そのため借金は、第31話では7500万デデン、第72話では117京411兆2464億1370万8686デデンという額までに達してしまっていた。後の第79話では9億9000万デデンまで減っていた（あくまでエスカルゴンの推測であるし、払っている様子はなかったため、本当にここまで減ったのかは不明）が、ボンカースをホーリーナイトメア社から派遣された取り立て屋と勘違いした際には「そんなはした金で取り立て屋とは悪徳金融業者め！ わしを脅すとは許せん！ ボコボコに踏み倒してやるぞい！」と居直っていた。困ったナイトメア社は料金未払いのための配信サービス停止や、第12話の幽霊魔獣や第47話のホームヘルパーロボット、第72話の自動販売機などで借金の強制徴収を図ったが、これが先ほどの膨大な金額に対してどれほどの成果を挙げたのかは不明である。最終的にナイトメア社は壊滅したため､この借金は完全に踏み倒したことになる。
映画鑑賞も趣味の一つである。しかし自国の放送局であるチャンネルDDDでは映画をやっていないためナイトメア社の放送を電波ジャックして鑑賞している。これに対しエスカルゴンが犯罪であることを指摘すると「国家ぐるみの場合は犯罪にならんぞい」と持論を展開している。

### 経歴
捏造や虚言の多さから情報の信ぴょう性が低く、その経歴には謎が多い。本編中ではプププランド第17052代領主、即位300年目とされているが、元々プププランドはキャピィ族の土地であり、数字的にもありえないため、定かではない。しかし村のキャピィ族はデデデ大王以前に誰がプププランドを治めていたのかを知らないことも事実であり、少なくともププビレッジに現存する誰よりも昔からプププランドに君臨していたことは確かである。また、カービィが来る以前にメタナイト卿とワドルディたちを部下に加えている。第1話では、ナイトメア社のデリバリーシステムを購入したのはつい最近であることをうかがわせる発言をしており、第12話ではデデデ城は古く見せているが実は建造されたばかりだと発言している。しかし、第9話ではフームが赤ん坊の時からすでにデリバリーシステムを購入しており、デデデ城もすでにあった。

### その他
- アニメ版での身長はカービィの3倍程度（60cm）。瞳の色は青。
- 住民からは「陛下」と呼ばれることが多く、逆にデデデ大王は住民を「愚かな人民ども」「貧しき人民ども」と呼ぶことが多い。基本的にどんな人物に対しても横暴な態度をとるが、プププランド外から来たコックオオサカ（に化けた魔獣）に対してや、エスカルゴンの母の前で演技をしている際には敬語で話していた。
- ホーリーナイトメア社に対してすさまじい額の滞納金があるが、本人いわく「あんなものすぐ払えるが払わないだけ」とのこと。実際に借金を強引に取り立てられた際、取り立てられた額の数十倍もの資金を所持していたことが判明した（12話）。カスタマーサービスいわく「莫大な資産家」。また、93話では「ワシに逆らうと株主総会で騒いでやるぞい！」とカスタマーサービスに言っていることからナイトメア社の株を買っていることがわかる。
- カービィに対しては「ピンクボール」と呼ぶことがある。
- 両手が黄色いのは常にはめている手袋の色であり、入浴シーンなどで胴体と同じ青色の素手を見ることができる（なお、『スマッシュブラザーズX』など後のゲーム版でも手袋だと確認できるようになった）。
- 第59話の最終盤では関西弁を披露した。
- デデデ自体はカービィやエスカルゴンと同じくCGと手書きの兼用で描かれる。後期はエスカルゴン同様、手書きの割合が増えた。
- 英語名は「King Dedede」または「King DeDeDe」。第55話では「DDD The Great」の表記も見られた。英語版ではテキサス州の方言でしゃべる。
- ゲーム版以上に、横暴かつ傲慢な性格であり、かなりの悪党寄りな人物に設定されている。しかし根は優しいといった根本的な性格もゲーム版と共通している。
- ゲームと同様にカービィと同じ大食漢だが、何でも食べるカービィに対して食通であり、食事に関してはこだわりがあるが、タゴのコンビニのスパゲッティ（賞味期限切れ）を「美味い」と言うなど、自身が思っているほどの美食感性はない。嫌いな食べ物はコックカワサキの料理全般とクラゲの酢の物（59話）。カワサキの料理を「不味い」と言っている割には全部食べているが、「不味い物を食わせておいて代金が払えるか?」と言って代金を踏み倒している。ただし、第100話（最終回）では、カワサキが作ったレバニラ炒めを「美味い」と喜んで食べていた。好きな食べ物はステーキや鶏肉などの肉類、菓子（第32話、第61話）、サザエの壺焼き（第88話）など。
- 国王でありながらあまり良い食生活を送っていない。ワドルディの料理は（カワサキよりはよっぽどマシだが）口に合わないらしく、メニューこそ豊富だが不満な様子（第29話）。そのメニューも話が進むにつれてどんどん偏っていき、第59話ではホットドッグ、タコス、ハンバーガーだけのローテーションで毎日の食事を済まされたり、あげくの果てに第92話ではカップラーメン生活を送っていた（ワドルディの食事代がかかりすぎるのも一因）。
- 第59話では箸を持つことができずスプーンとフォークを要求している。ただし、第11話と第68話と第86話と第100話（最終回）では普通に箸を使っていた。
- 芸術に関しては疎く、異星から芸術作品（絵画、石像）をレンタルした際、作品を見たフーム達は感動していたが、デデデ本人は貶していた。また、デデデが描いた絵はあまりにも下手（しかもなぜかカービィやエスカルゴンが脱糞している絵までもある）で、それを見たエスカルゴンや住民達は大笑いしていた。
- 基本的に外出時の車の運転はエスカルゴンに任せているが、時折自らハンドルを握ることもある。但しデデデの運転は荒っぽいらしく、第55話では木に衝突したり、第95話ではエスカルゴンに「スピード出しすぎ」と咎められたこともある。
- ナイトメア社の魔獣カタログを読むために虫眼鏡を使ったことがある（第78話）。
- 放送終了後、アニメ版をベースに展開されたメダルゲームおよび食玩におけるデデデ大王は、ハンマーではなくステッキを持ったイラストを用いられることが多い。

## 漫画におけるデデデ大王
詳細はそれぞれのリンク先を参照。また、以下で挙げるものの他に、旧エニックス、光文社、双葉社が4コマ漫画を発行している。4コマ漫画ではペンギンにそっくりなことをいじられることが多く、特にデデデ大王が最もペンギンに近い容姿をしていた『64』を題材にした漫画では、完全にペンギンとして描かれているものもあった。
星のカービィ（さくま良子版）
子分からの信頼は厚いが、時折女々しい仕草や少女漫画的なイケメン（ただしクチビルはそのまま）も見せる。カービィとは仲が悪い。
主な部下はワドルディとポピーブロスJr.。
星のカービィ デデデでプププなものがたり
よくカービィに意地悪したり、逆に彼の我が儘に振り回されることもあり、カービィから友達として扱われてあるようで実際は仲が悪く喧嘩が絶えない。かなりの浪費家で、部下や住人からはかなり敬遠されているなど漫画作品の中ではかなり扱いは悪い。お化けが大の苦手。芸達者な一面もある。初期にはオチでとてもグロテスクな姿になっている。
主な部下はポピーブロスSr.。
星のカービィ ウキウキ大冒険
食べ物やスターロッドを盗むなどの悪事を行い、カービィと敵対することとなる。
主な部下はメタナイツ、ポピーブロス、メタナイトなど
星のカービィ プププランドの仲間たち
カービィたちの騒動に巻き込まれ、散々な目に合わされている。部下や住人からの信頼は厚いが、夏服を着ているとき住人から信用してくれなかったことがある。
部下はポピーブロスJr.。
星のカービィ カービィ&デデデのプププ日記
他の作品に比べて気まぐれだが柔らかい性格で、カービィを敵対視したりすることはない。第9話ではカービィの世話係をやらされたことがある。
主な部下はパラソルワドルディ。
星のカービィ! も〜れつプププアワー!
新キャラの登場により自分の出番があるか心配している。カービィとは比較的仲が良く、メタナイト、ドロッチェとは仲が悪い。実力はあり、カービィやメタナイトに引けを取らないほど強い。
主な部下はヘビーナイトとバッティ、シミラ。
星のカービィ プププヒーロー
自身が飢え死にしないようプププランド中の食べ物をワドルドゥたちに盗ませ、自分の城を食べ物でできた城に改造しようと企てたことがあった。性格はかなり強引かつわがままで嫉妬深い。カービィとも仲が悪い。
主な部下はワドルドゥとワドルディ、ポピーブロスJr.、シミラ｡
星のカービィ パクッと大爆ショー!!
主にカービィたちのツッコミ役だが、たまにカービィをからかうこともある。
星のカービィ 今日もまんまる日記!
基本的にツッコミ役。よくカービィに振り回されており、苦労してる。よく城を破壊されるため、財政難に陥ることが多いからか、
お金に目が無く、大王のプライドを捨ててまでお金を儲けようとすることが多い。

## 小説版におけるデデデ大王
高瀬美恵の小説版『星のカービィ』ではレギュラー出演しており、20巻『デデデ大王の脱走大作戦』では実質的な主役を務めている。
ワガママな性格をしており、かつ打算で行動することも多いなど利己的な面を持つが、自己欲求を満たす以外の他意はなく、ゲーム版やアニメ版とは違って意図して悪事を起こすことは基本的に無く、正義感も持ち合わせた人物となっている。また、打算で行動できるように他人を見る目があり、ドロッチェを泥棒ではあるが悪党でないと見抜くなどしている。
ゲーム版と同様に大王は自称であり、周囲はデデデを怒らせないために止むを得ず合わせている形で、部下であるワドルディ（10巻以降はバンダナワドルディ）からも内心は呆れられている事が多い。一方で、部下のワドルディ達のことは彼なりに大切に扱っており、ワドルディもそれを理解しているため良好な関係を築いている。また、ハイネスなどのような部下や手下を蔑ろに扱う人物には怒りを見えることが多い。
ライバル視しているカービィとは似た者同士であり、対抗心を燃やす一方で、食べ物関連の話題になるとカービィを意気投合することが多く、共闘も少なくない。

## その他
- バンダイナムコのゲーム『太鼓の達人 ドコドン!ミステリーアドベンチャー』ではゲスト出演しており、ストーリーモード『ミステリーアドベンチャー』で、カービィと共に仲間にできる。邪馬台国で、ある人物に話しかけて、クエストをクリアすると、星のコインがもらえる。出会いの泉を投げ込むと、仲間にできる。バトルタイプはちゅうきょり、コスト4、スピードはおそい。また、『星のカービィ Wii』メドレーの曲が収録されている。
- スーパーマリオメーカーで、コース制作の際、デデデのamiiboをタッチするか、100人マリオチャレンジの難易度【むずかしい】をクリアすることでランダムで、キャラマリオを入手できる。ジャンプ音はデデデ大王特有のものであるが、ミス/ゴール時の音楽はカービィやメタナイトと同じく、ミス/カービィダンス(ショート)が流れる。それ以外に特殊音源はない。
- カービィカフェには当初より登場。デデデ大王の超まんぷくプレートなど、モチーフにしたメニューも多々存在する。メインテーマであるデデデ大王のテーマのアレンジを2期より使用した。
- カービィ25周年記念オーケストラにて、Mt.Dedede及びマスクド・デデデのテーマの一部とメタナイト関連のBGMを組み合わせたタッグメドレーが演奏された。

## 声優
- 桜井政博：『星のカービィ64』、「大乱闘スマッシュブラザーズシリーズ」
- 緒方賢一：アニメ版『星のカービィ』（日本語版）
- テッド・ルイス（英語版）：アニメ版『星のカービィ』（英語版）
- 熊崎信也[10]：『星のカービィ ウルトラスーパーデラックス』、『星のカービィWii』、『星のカービィ トリプルデラックス』